# Добрава при Стични
Добрава при Стични (словен. Dobrava pri Stični) је насељено место у општини Иванчна Горица, Средњесловенска регија, Словенија.

## Историја
До територијалне реорганизације у Словенији била је у саставу старе општине Гросупље.

## Становништво
У попису становништва из 2011. године, Добрава при Стични је имала 59 становника.
| Број становника према пописима | Број становника према пописима | Број становника према пописима |
| ------------------------------ | ------------------------------ | ------------------------------ |
| 1991                           | 2002                           | 2011                           |
| 39                             | 44                             | 59                             |

Напомена: До 1955. исказивано под именом Добрава.